# Жмеринська вулиця (Київ)
Жме́ринська ву́лиця — вулиця у Святошинському районі міста Києва, житловий масив Микільська Борщагівка. Пролягає від Святошинської вулиці до Кільцевої дороги.
Прилучаються вулиці Зодчих, Рейнгольда Глієра, Майка Йогансена, Старицької-Черняхівської, бульвар Жуля Верна, Збруцька, Академіка Біляшівського, Бетховена, Дмитра Чижевського, Академіка Кіпріанова та Героїв Космосу

## Історія
З давніх часів трасою нинішньої Жмеринської вулиці проходила дорога з Києва до Петропавлівської Борщагівки. На картах відображена щонайменше з 1802 року як частина старої поштової дороги з Києва через Петропавлівську Борщагівку, Білогородку, Радомисль на Житомир.
У межах міста з 1950-х років під назвою Нова. Сучасна назва — з 1958 року, на честь міста Жмеринка.
З боку Жмеринської вулиці розташований центральний вхід до парку «Совки».
2017 року вуличний художник Chzz розписав стіни будівлі теплопункту, що на розі з вулицею Чаадаєва, муралом «Обмін». Стінопис створений за ініціативою ПАТ «Київенерго» у рамках артпроєкту «Dynamic Urban Culture Kyiv».

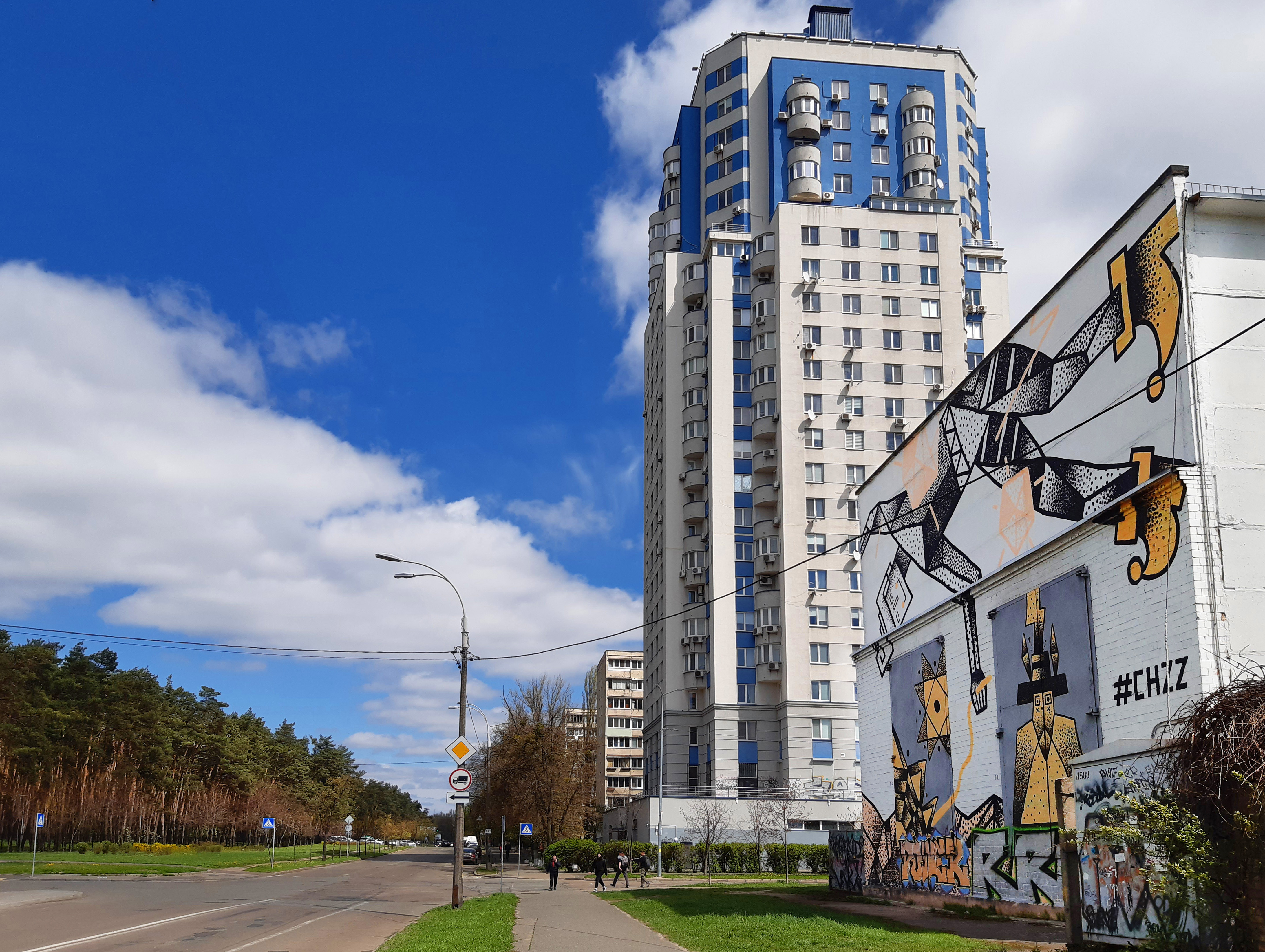
Парк «Совки» (ліворуч), стінопис «Обмін» (праворуч)

## Установи та заклади
- Спеціалізована загальноосвітня школа № 76 з поглибленим вивченням української мови та літератури (буд. № 8)
- Середня загальноосвітня школа № 215 (буд. № 20)
- Середня загальноосвітня школа № 253 (буд. № 34)